# Bohdan Karabon
Bohdan Romuald Karabon (ur. 24 stycznia 1928 w Brześciu nad Bugiem, zm. 15 listopada 2010) – polski chemik, profesor chemii, specjalista w zakresie technologii węgla.

## Życiorys
Przed wybuchem wojny i w czasie całej okupacji mieszkał w Wilnie. W Wilnie skończył tajne komplety i zdał maturę, po czym planował studiować chemię. W lipcu rodzina wyjechała z Wilna i została przesiedlona do Olsztyna, gdzie jego ojcu zaproponowano pracę na kolei, ten jednak odmówił, gdyż w mieście nie było politechniki dla syna. Po próbie przeprowadzki do Gdańska, rodzina wyjechała ostatecznie w październiku 1945 r. do Wrocławia. Tam początkowo przez miesiąc mieszkała w wagonie na bocznicy, gdyż z powodu nadużyć aresztowano komisję przydzielającą repatriantom mieszkania.
W latach 50. XX w. pracował w przemyśle, a potem do emerytury był wykładowcą Politechniki Wrocławskiej, specjalistą w zakresie technologii węgla, a od 1973 r. profesorem na Wydziale Chemicznym PWr. Ponadto był prodziekanem Wydziału Chemicznego PWr (1968–1972), kierownikiem Zakładu Chemii i Technologii Węglopochodnych (1968–1991), zastępcą dyrektora Instytutu Chemii i Technologii Nafty i Węgla (1973–1978). Z powodu podpisania Apelu do Społeczeństw Polski i Świata w sprawie uwolnienia jedenastu byłych przywódców NSZZ „Solidarność” i KOR Wydział III WUSW we Wrocławiu wniósł o zakaz wydawania mu paszportu w latach 1984–1987. Naukowy tytuł profesora zwyczajnego otrzymał w 1989 roku. Na emeryturę przeszedł w 1996 roku. Pochowany na Cmentarzu św. Wawrzyńca we Wrocławiu.

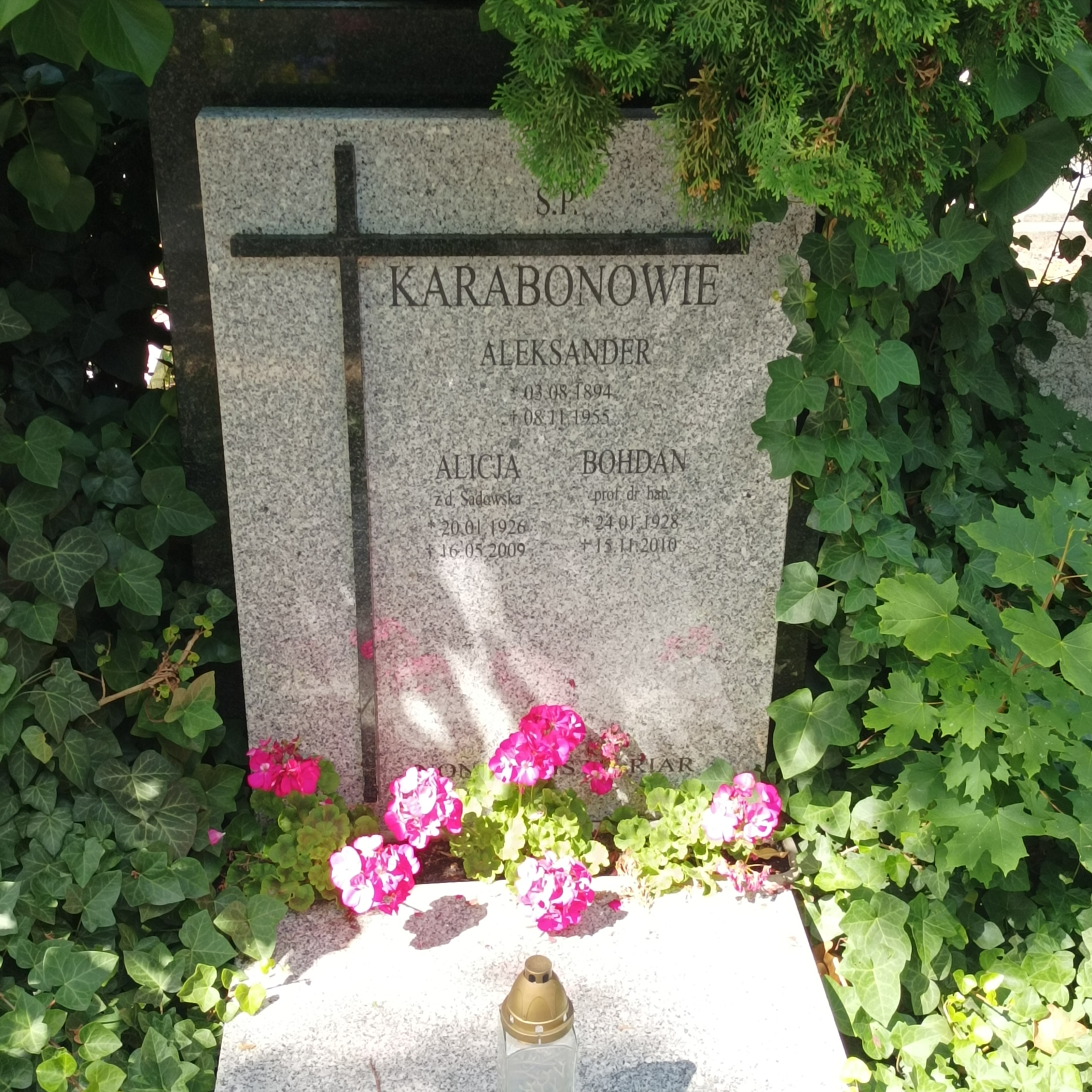
Grób prof. Bohdana Karabona na cmentarzu św. Wawrzyńca we Wrocławiu

Autor ok. 70 publikacji naukowych oraz wspomnień zatytułowanych Z Wilna do Wrocławia.
Odznaczony Krzyżem Kawalerskim Orderu Odrodzenia Polski.